# Saint-Griède
Saint-Griède este o comună în departamentul Gers din sudul Franței. În 2009 avea o populație de 133 de locuitori.

## Evoluția populației
| An        | 1975 | 1982 | 1990 | 1999 | 2006 | 2009 |
| --------- | ---- | ---- | ---- | ---- | ---- | ---- |
| Populație | 114  | 119  | 118  | 128  | 134  | 133  |